# 雉阳郡
雉阳郡，中国南北朝时设置的郡。
西魏置，治所在北雉县（今河南省南召县东南）。属蒙州。辖境约当今河南省南召县地。隋朝开皇初年废。